# Фу І
Фу І (*傅毅, д/н —бл. 90) — китайський письменник часів династії Східна Хань.

## Життя та творчість
Про родину і дату народження немає відомостей. Народився у м. Маолін (знаходився на північний схід від сучасного повітового міста Сінпін у провінції Шеньсі). Вступив на державну службу в роки правління імператора Лю Да. Працював в імператорській бібліотеці разом з Бань Ґу. Помер порівняно молодим близько 90 року.
Складав твори під ім'ям У-чжун. Під ним в «Антології літератури» ("Вень сюань ") поміщена його прозорова «Ода танцю»(«У-фу»). Іншою відомим твором є «Сім сил».